# Mesothen erythaema
Mesothen erythaema är en fjärilsart som beskrevs av George Francis Hampson 1898. Mesothen erythaema ingår i släktet Mesothen och familjen björnspinnare. Inga underarter finns listade i Catalogue of Life.